# 2C-I
2,5-dimethoxy-4-joodfenethylamine is een vrij nieuwe drug, beter bekend als 2C-I. Het is een synthetisch psychedelicum, dat pas sinds 2000 relatief gemakkelijk verkrijgbaar is. 2C-I wordt meestal oraal ingenomen, veelal in handmatig gevulde capsules. 2C-I werd uitgevonden door Alexander Shulgin en verwierf bekendheid door Shulgins boek PiHKAL. 

## Effecten
De effecten van 2C-I zijn vergelijkbaar met 2C-B en andere psychedelica, maar vaak ietwat stimulerender en met een warm emotionele rand eraan. De effecten houden zo'n 5 tot 10 uur aan. De dosering verschilt per persoon, maar begint ruwweg bij 10 mg.

## Dosering
- Licht merkbaar: 2-5 mg
- Lichte trip: 5-15 mg
- Normale trip: 15-25 mg
- Sterke/zeer sterke trip: 20-30 mg

## Wetgeving
In Nederland is het middel verboden. Het staat op lijst I van de opiumwet.